# ثيركوثن
ثيركوثن (بالإنجليزية: Thergothon)‏ هو فريق دوم ميتال فنلندي. تأسس في عام 1990، ويعتبر الفريق أحد الرائدين في موسيقى الفيونرل دوم. أصدر الفريق إصداران تعريفي في عام 1991 وكامل في عام 1993. قرر الأعضاء إنهاء الفريق في عام 1994 لأسباب غير معروفة. يظهر من اسم الفريق وأسامي بعض الأغاني والإصدارات بتأثرهم بكاتب الرعب الأميركي لافكرافت وخاصة في أساطير كثولو. تتحدث كلمات الأغاني عادة عن الطبيعة والروحانيات والكونيات والظواهر الغير طبيعية وذلك بالإضافة إلى بعض قصص لافكرافت.
وعلى الرغم من قصر الفترة الزمنية ألهم الفريق العديد من فرق الدوم ميتال حتى يومنا هذا ويعتبرو من مؤسسين النمط فيونرل دوم مع فريق سكبتيسيزم. موسيقيا يعزف فريق ثيركوثون موسيقى ذات ايقاع بطيئ وتتميز بخلق جو كئيب ومظلم.

## أعضاء الفريق
- نيكو سكوربيو - غناء وبيانو
- ميكو روتسالاينين - كيتار
- جوري سجوروس - طبل وكيتار وغناء.

## إصدارات الفريق

### الإصدارات التعريفية

Fhtagn nagh Yog-Sothoth 1991

### الإصدارات الكاملة

Stream From the Heavens 1994

## وصلات خارجية
- ثيركوثن على موقع ميوزك برينز (الإنجليزية)
- ثيركوثن على موقع ديسكوغز (الإنجليزية)

- معلومات عن الفريق
- موقع غير رسمي للفريق على شبكة MySpace